# Wybo Veldman
Gerard Wybo Veldman, född 21 oktober 1946 i Padang i Indonesien, är en nyzeeländsk roddare.
Han tog OS-guld i åtta med styrman i samband med de olympiska roddtävlingarna 1972 i München.